# Kumongidae
Kumongidae is een familie van kreeftachtigen uit de klasse van de Remipedia (ladderkreeftjes).

## Geslacht
- Kumonga Hoenemann, Neiber, Schram & Koenemann, in Hoenemann, Neiber, Humphreys, Iliffe, Li, Schram & Koenemann, 2013